# Heikendorf
Heikendorf är en kommun (Gemeinde) och ort i distriktet (Landkreis) Plön i nordöstra delen av det tyska förbundslandet Schleswig-Holstein med cirka 8 700 invånare. Kommunen ingår i kommunalförbundet Amt Schrevenborn tillsammans med ytterligare två kommuner.

## Orten
Heikendorf ligger vid Kielfjordens södra sida ungefär 12 kilometer nordost om Kiel. År 1233 nämns Heikendorf första gången skriftligt som ”Dorf des Heike”. Därefter bildades ortdelarna Schrevenborn (1290), Neuheikendorf (1479) och Möltenort (1613). År 1913 förenades Alt Heikendorf och Möltenort till Gemeinde Heikendorf. Sedan 1967 är Heikendorf en statlig erkänd badort. Populär är den 4,5 kilometer långa strandlinjen med bad, hamn och vandringsleder.
Ortens landmärke och sevärdhet är Ubåtsminnesmärket Möltenort som uppfördes 1938 och är tillägnat tyska ubåtsmän som omkom i båda världskrigen under Kejserliga marinen respektive Kriegsmarinen och i fredstid under nuvarande Deutsche Marine. Det skall även påminna om ubåtskrigets offer.

## Bilder

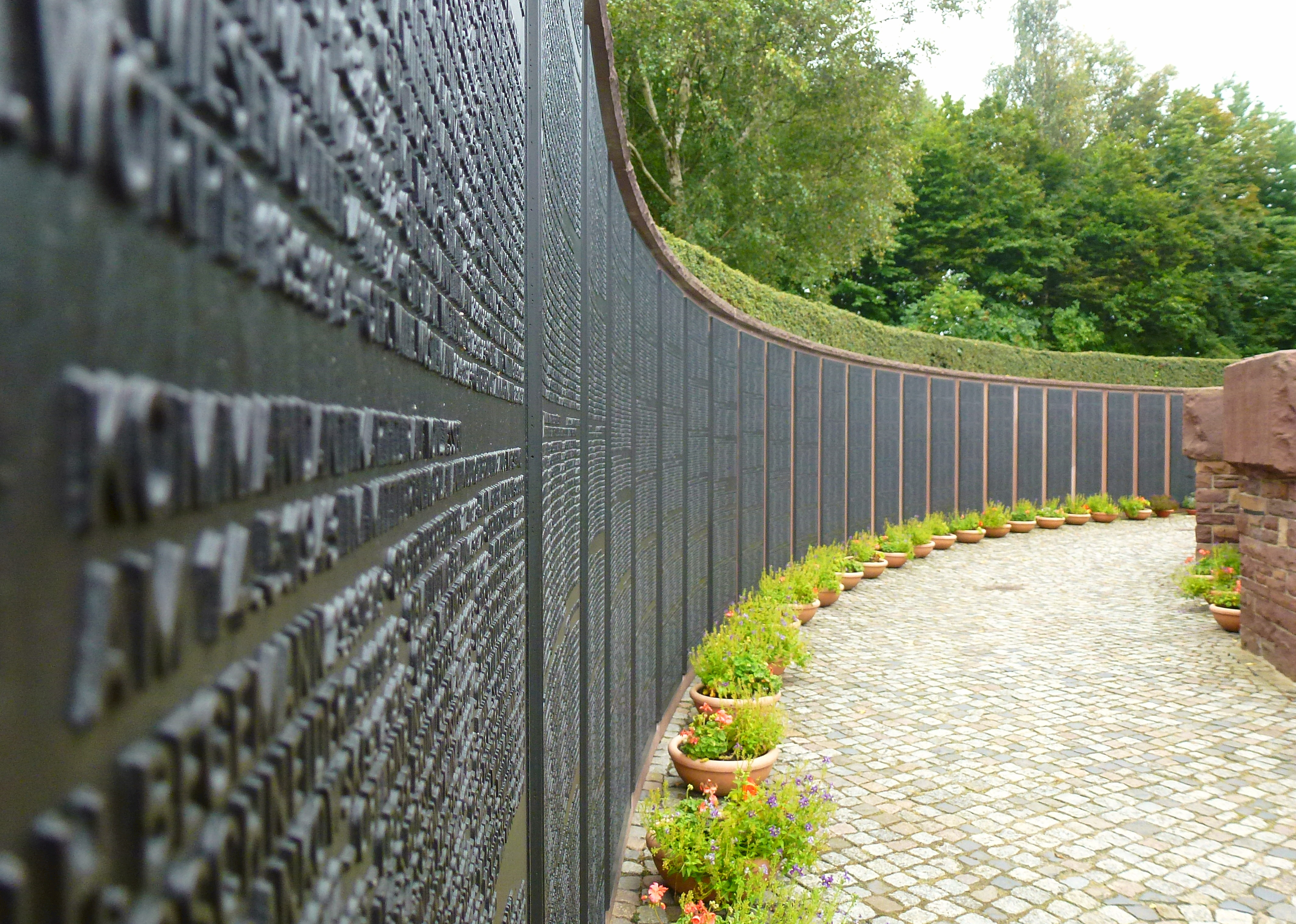
Namntavlor på Ubåtsminnesmärket
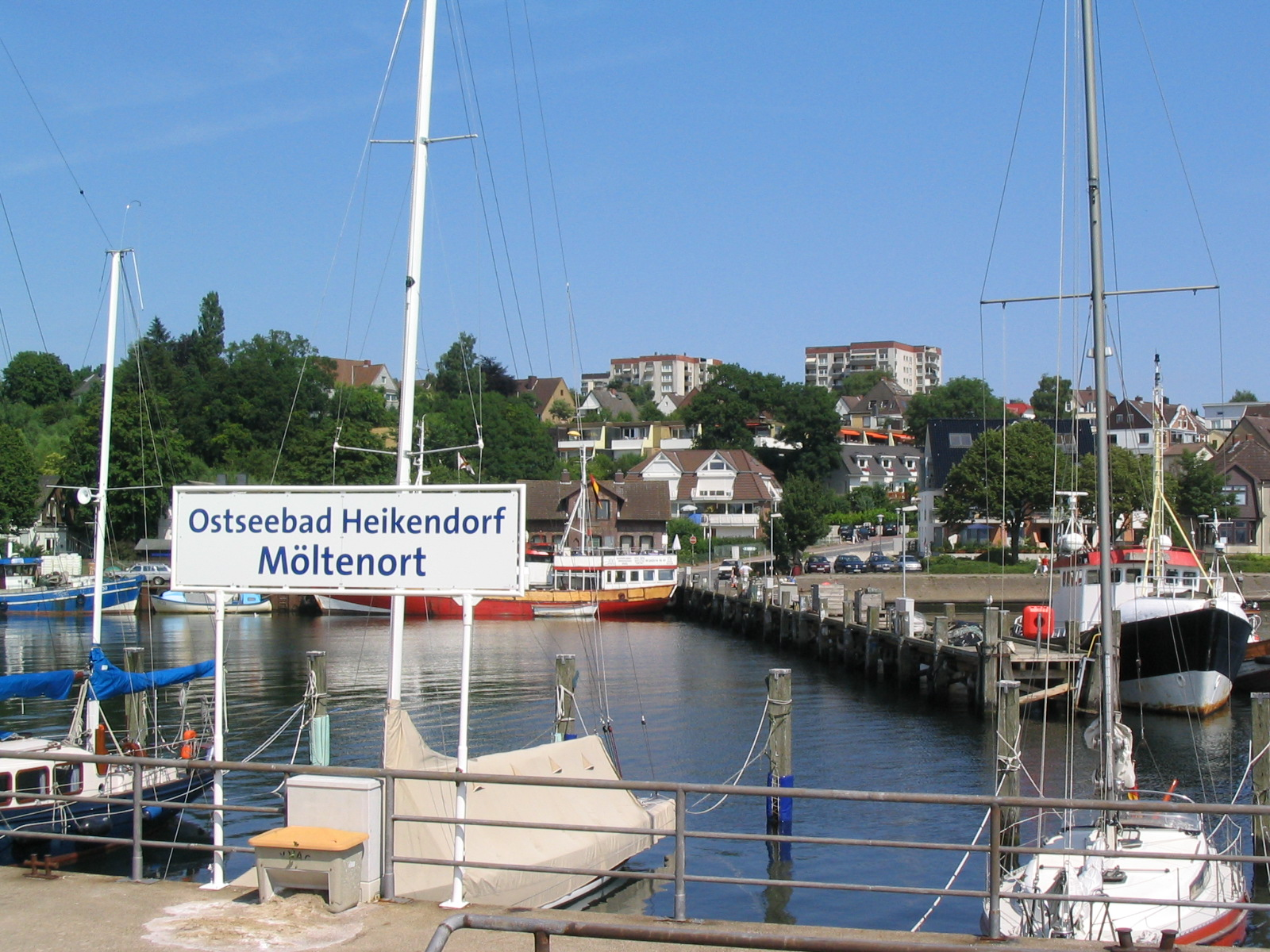
Hamnen
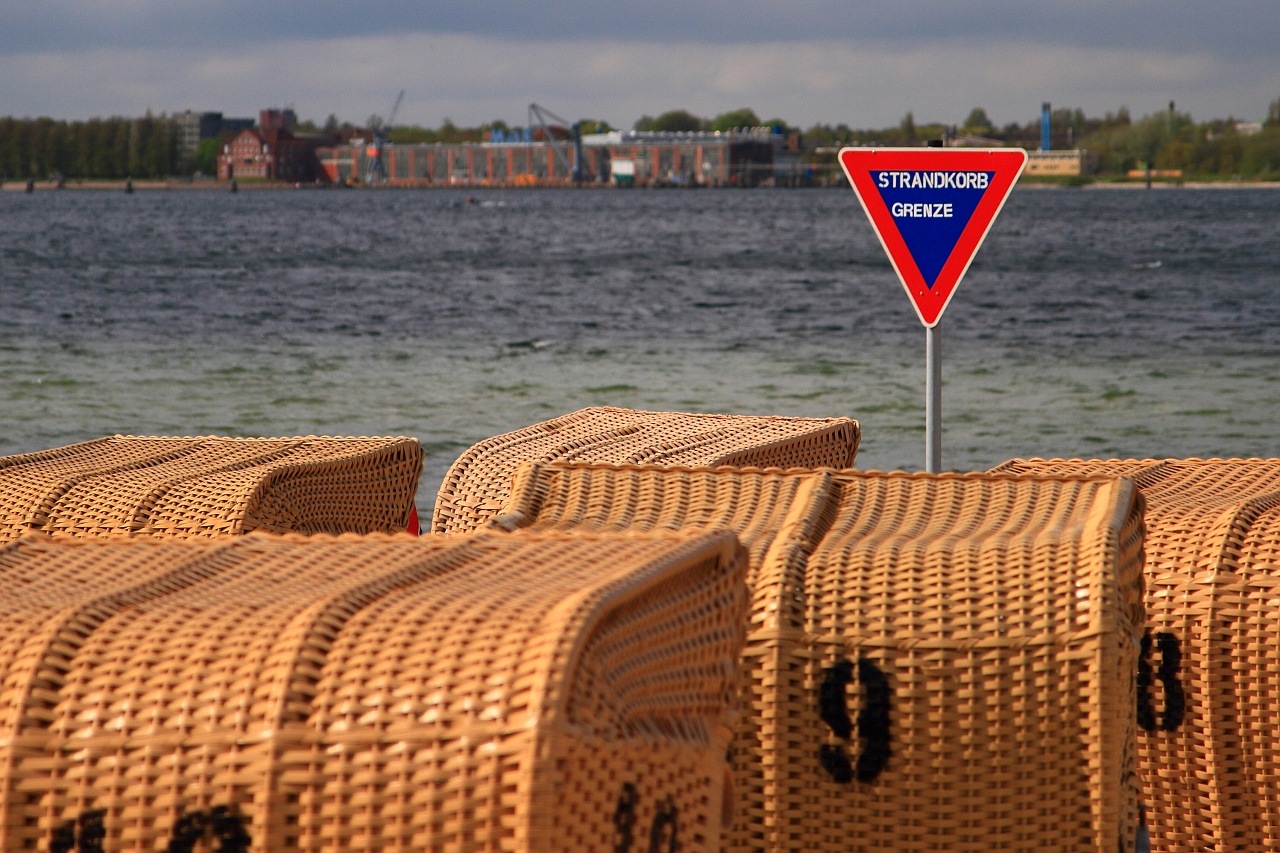
Stranden
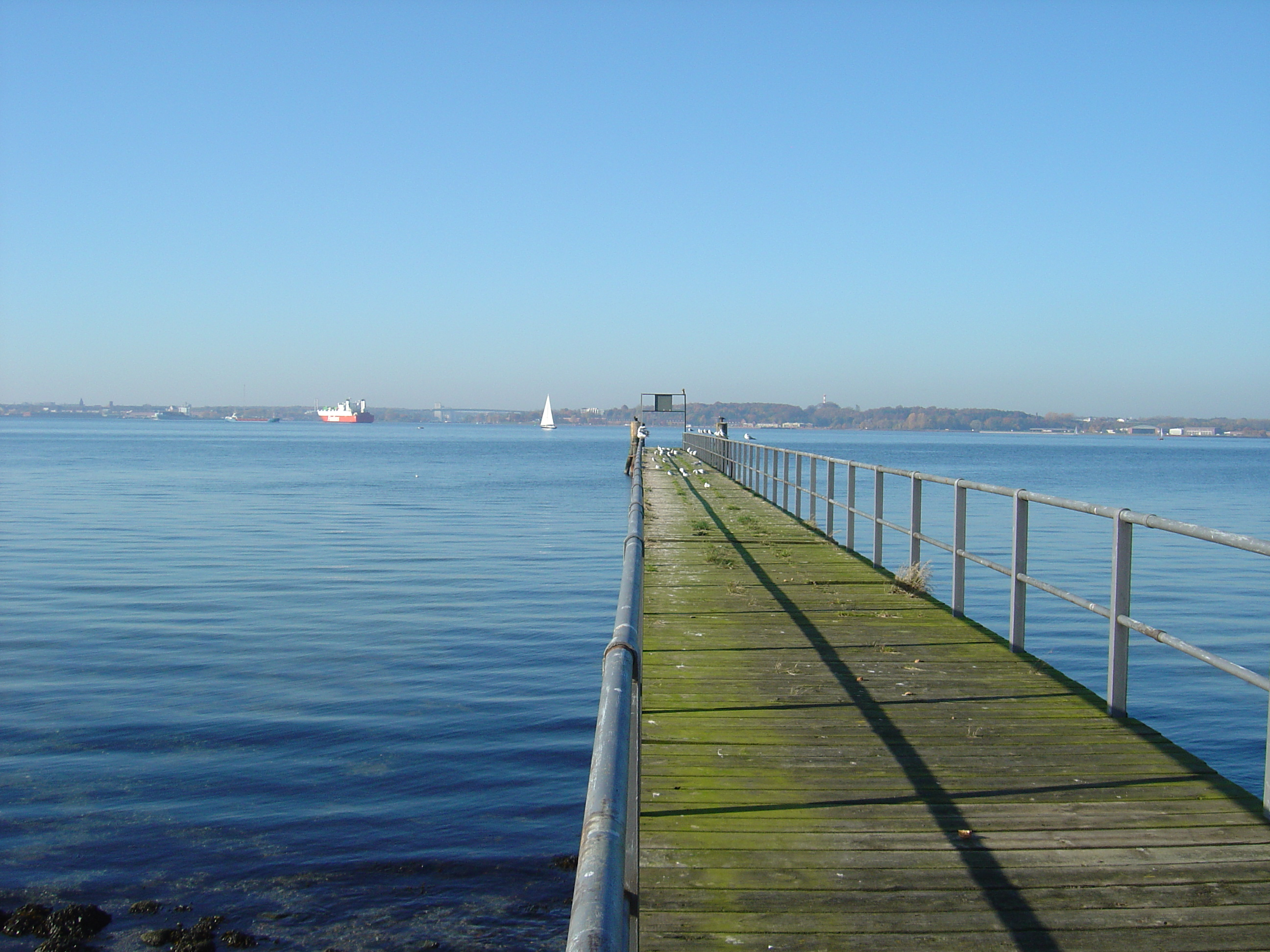
Äldre sjöbrygga